# Dryoscopus cubla
Dryoscopus cubla е вид птица от семейство Malaconotidae.

## Разпространение
Видът е разпространен в Ангола, Ботсвана, Бурунди, Замбия, Зимбабве, Демократична република Конго, Кения, Малави, Мозамбик, Намибия, Руанда, Сомалия, Свазиленд, Танзания и Южна Африка.